# Santa Maria de Montessor
Les restes de l'església de Santa Maria de Montessor són al costat dels vestigis del castell del mateix nom, al lloc conegut com els Castellassos o els Picons d'Os, on hi ha altres restes de poblament medieval.

## Història
Aquesta església estigué, a l'edat mitjana, sota el domini de l'abadia d'Àger. Consta per una escriptura de donació datada el , que els vescomtes Guerau Ponç II de Cabrera i la seva esposa la cediren, entre altres esglésies i béns, a l'esmentada abadia. De fet, però, el terme de Montessor no fou ocupat pels cristians fins al 1116.
Posteriorment, la pertinença de l'església de Montessor a l'abadia d'Àger és confirmada per una butlla del papa Alexandre III, atorgada l'any 1179, en la qual foren ratificades totes les propietats corresponents a l'esmentat cenobi. Ja en època moderna, Santa Maria de Montessor és relacionada en el llibre de sinodals del 1648 de l'arxiprestat d'Àger.

## Arquitectura
És un edifici d'una sola nau, coberta amb volta de canó, capçada a llevant per un absis semicircular, del qual només queden vestigis de les filades inferior. Tota la part de ponent on hi ha la porta i una finestra, ha estat espoliada i hi manca tot el parament exterior de la façana.
Els paraments presenten un aparell molt irregular format per carreuons alternats amb grans carreus sense desbastar i a l'interior es conserven diversos nínxols rectangulars distribuïts molt irregularment.
La rusticitat de la construcció no permet precisar una clara filiació dins els corrents arquitectònics del seu temps, però les proporcions semblen assenyalar una data avançada dins el segle XII: